# Agincourt Reefs
Agincourt Reefs är ett rev på Stora barriärrevet i Australien.   Det ligger cirka 65 km nordost om Port Douglas i delstaten Queensland. 